# 京师大学堂农科大学

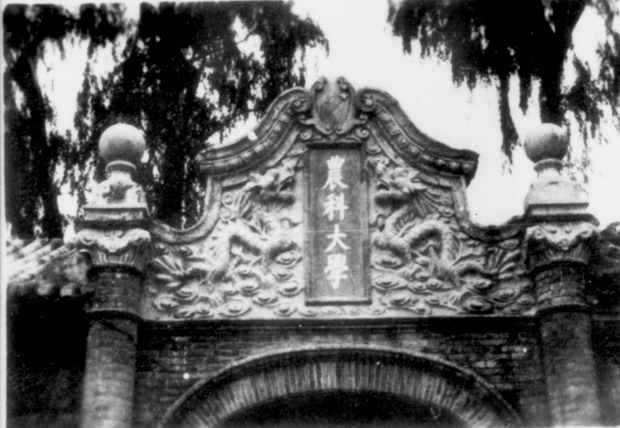
京师大学堂农科大学校门，20世纪初

京师大学堂农科大学于1905年创建，为原北京大学农学院、原北京农业大学、今中国农业大学前身。首任监督为罗振玉（1909年），他曾上呈报告，建议将农大校址改在望海楼地方。建议被当局采纳以后，农科大学的校址从望海楼搬到罗道庄，面积达1230亩。
1912年，中华民国临时政府成立。5月，京师大学堂改称北京大学校，农科大学改称“北京大学校农科大学”。
原京师大学堂农科大学老校门的复制品于2005年在中国农业大学西校区纪念建校100周年庆典时按原貌复建。